# Алтинемель
Алтинеме́ль (каз. Алтынемел) — село у складі Кербулацького району Жетисуської області Казахстану. Адміністративний центр Алтинемельського сільського округу.
Населення — 863 особи (2021; 1040 у 2009, 1031 у 1999, 1224 у 1989).